# زیارت گاه پیش خان
بقایای زیارت گاه پیش خان مربوط به سده‌های میانه دوران‌های تاریخی پس از اسلام است و در شهرستان خرم‌آباد، بخش ویسیان، دهستان شوراب، روستای تل محمد میرزا واقع شده و این اثر در تاریخ ۲۸ اسفند ۱۳۸۵ با شمارهٔ ثبت ۱۸۵۱۲ به‌عنوان یکی از آثار ملی ایران به ثبت رسیده است.